# Gle Aluecangguk
Gle Aluecangguk är ett berg i Indonesien.   Det ligger i provinsen Aceh, i den västra delen av landet, 1 800 km nordväst om huvudstaden Jakarta. Toppen på Gle Aluecangguk är 391 meter över havet.
Terrängen runt Gle Aluecangguk är huvudsakligen lite kuperad. Runt Gle Aluecangguk är det ganska glesbefolkat, med 22 invånare per kvadratkilometer. Närmaste större samhälle är Banda Aceh, 18,5 km väster om Gle Aluecangguk. Omgivningarna runt Gle Aluecangguk är en mosaik av jordbruksmark och naturlig växtlighet.